# Spaniens ambassad i Stockholm
Spaniens ambassad i Stockholm (även Spanska ambassaden) är Spaniens beskickning i Sverige. Ambassadör sedan 2020 är Cristina Latorre Sancho. Ambassaden upprättades 1741. Diplomatkoden på beskickningens bilar är BH.

## Fastighet
Ambassaden är sedan 1928 belägen i en fastighet på Djurgårdsvägen 21 mellan Biologiska museet och Hasselbacken på Djurgården i Stockholm. Tidigare residens för Prins Carl cirka 1908-1922, och även känd under namnen Byströms villa och Prins Carls palats. Villan var ursprungligen en 1800-talsbyggnad uppförd för den svenske konstnären Johan Niclas Byström. Huset genomgick 1905 en djupgripande ombyggnad efter ritningar av arkitekten Ferdinand Boberg.

## Konsulat
Spanien har tre honorärkonsulat i Sverige, dels i Göteborg, dels i Lund, dels i Helsingborg. Konsul i Göteborg är María del Pilar Pérez Escribano, konsul i Lund är Jimmie Holmberg och konsul i Helsingborg är Maria Peña Diez Alexandersson.

## Beskickningschefer
| Namn                                      | Period    | Funktion   | Anmärkning |
| ----------------------------------------- | --------- | ---------- | ---------- |
| Enrique Viguera Rubio                     | 2007–2012 | Ambassadör |            |
| Francisco Javier Jiménez-Ugarte Hernández | 2012–2017 | Ambassadör |            |
| Gabriel Busquets Aparicio                 | 2017–2020 | Ambassadör |            |
| Cristina Latorre Sancho                   | 2020–idag | Ambassadör |            |